# ケプラー35
ケプラー35(英語:Kepler-35)とは、地球から約5,365光年離れた、太陽よりやや小ぶりな恒星同士による連星である。2012年にケプラー宇宙望遠鏡の観測により、1つの太陽系外惑星が発見された。

## 連星系
ケプラー35は、2つの太陽よりやや小さいG型主系列星から成る連星系である。主星の質量は太陽の約0.89倍、半径は太陽の約1.03倍である。表面温度は5,606K（5,333℃）と太陽（5,778K）よりすこし低い。伴星は太陽の0.81倍の質量、0.79倍の半径を持つ。表面温度は5,202Kである。

## 惑星系
ケプラー35系には2012年、ケプラー宇宙望遠鏡により惑星ケプラー35bが発見された。ケプラー35bは連星系全体を公転していて、2016年9月の地点でわずか19個しか発見されていない、周連星惑星のうちの一つである。周連星惑星なので、ケプラー35(AB)bともいわれる(以後、ケプラー35(AB)bと表記する)。このケプラー35(AB)bは周連星惑星としては11例目、ケプラー宇宙望遠鏡が発見した惑星の中ではケプラー16(AB)b、ケプラー34(AB)bに次いで3例目である。
ケプラー35(AB)bは、木星の0.127倍（地球の40.3倍）の質量、地球の8.16倍の直径を持つことから、土星サイズの巨大ガス惑星と考えられる。この惑星は、2つの恒星の共通重心から0.6AUの距離を131.46日かけて公転している。
| 名称 （恒星に近い順） | 質量      | 軌道長半径 （天文単位） | 公転周期 (日) | 軌道離心率 | 軌道傾斜角 | 半径     |
| --------------------- | --------- | ----------------------- | ------------- | ---------- | ---------- | -------- |
| b                     | 0.1268 MJ | 0.6035                  | 131.46        | 0.042      | —          | 0.728 RJ |